# Razac-d'Eymet
 Razac-d'Eymet  (en occitano Rasac d'Aimet) es una población y comuna francesa, situada en la región de Aquitania, departamento de Dordoña, en el distrito de Bergerac y cantón de Eymet.

## Demografía
| 367 | 335 | 281 | 288 | 266 | 282 |
| Para los censos de 1962 a 1999 la población legal corresponde a la población sin duplicidades (Fuente: INSEE [Consultar]) |     |     |     |     |     |